# غوفستاون (نيوهامشير)
غوفستاون (بالإنجليزية: Goffstown, New Hampshire)‏ هي بلدة أمريكية تقع في الولايات المتحدة في هيلسبوروغ. يقدر عدد سكانها بـ 17,651 نسمة ومساحتها 97.2 كم2 وترتفع عن سطح البحر 94 متر.